# Trabajo de laboratorio

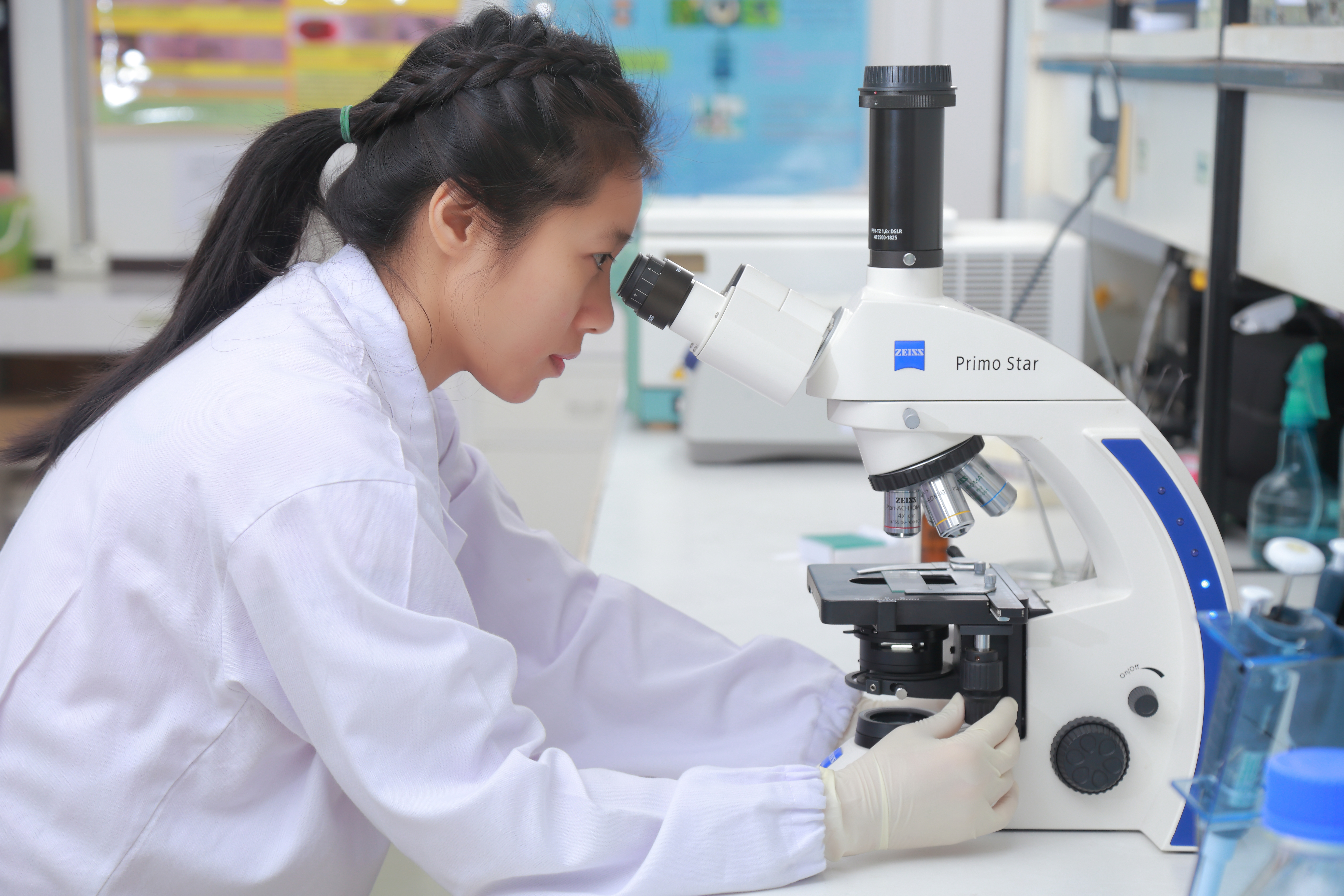
Una científica observando a través de un microscopio óptico.

El trabajo de laboratorio en investigación científica es una recopilación de datos primarios (encuestas y observaciones) y secundarios (estadísticas) en un gabinete o laboratorio y no en el terreno de los hechos. Es un método propio de muchas ciencias experimentales para el enunciado de hipótesis y la construcción de modelos, que se contrastarán en el trabajo de campo. Típico de esta fase de las metodologías son las replicaciones de un modelo matemático o aplicación de estadísticos a las variables de los hechos. Así mismo, lo es el diseño y monitorización con simulación de los mismos modelos, como labor de laboratorio primaria. 
En técnicas de desarrollo comunitario utilizadas en sociología, basado en la comunidad, es la comunidades de práctica y de entretenimiento, por ejemplo la tele para la tercera edad, para sus físicos un gimnasio, que se formas unidades con el enfoque experimental de los señores  llamados tios buenos  de gimnasio, máquinas, cine, etc.
Una situación mixta de campo y laboratorio son los paneles experimentales de personas, a los que de forma longitudinal se les aplican encuestas, tests o se les suministran medicaciones con fines de investigaciones de opinión, discusión y pruebas de nuevos productos.
También puede ser observado participativamente o no, transversal o longitudinal y es un diseño flexible de una descripción de la conducta cultural de un grupo o población. De esto se puede sacar hipótesis, realizar resultados y llegar a un ejemplo claro, concreto y preciso.
Cada disciplina requiere sus propias herramientas y métodos, sin embargo, una que suele ser común en la mayoría de este tipo de trabajos son los cuadernos de laboratorio, para los apuntes de observaciones y dibujos.